# Hendrik Schulte (Moderator)
Hendrik Schulte (* 11. April 1973 in Gießen) ist ein deutscher Journalist und Hörfunk- sowie Fernsehmoderator.

## Leben
Schulte wurde im hessischen Lich geboren, zehn Jahre später zog die Familie ins westfälische Münster. Nach seiner Schulzeit auf einer bischöflichen Schule studierte er an der Westfälischen Wilhelms-Universität Politikwissenschaften, Kulturmanagement und Soziologie. Das Studium schloss er 2003 als Magister Artium ab. Während des Studiums arbeitete er bereits beim nordrhein-westfälischen Lokalradio als Reporter und später als Moderator der Morgensendungen. Parallel zu seiner Radiozeit arbeitete er dann einige Zeit als Autor und Fotograf für den Axel-Springer-Verlag und gründete mit Kollegen das Interview-Magazin „Stadtgeflüster Münster“, das bis heute erscheint.
Von 2004 bis 2006 war Schulte für das Tiermagazin Wildes Wohnzimmer (VOX) tätig. Anschließend wurde er vom Institut zur Förderung publizistischen Nachwuchses für eine geförderte TV-Ausbildung ausgewählt. Nach dem Abschluss arbeitete er dann die folgenden Jahre auch selbst als Seminarleiter und Dozent ebendort. Schulte war drei Jahre beim WDR-Landesstudio Dortmund als Reporter und Autor tätig, ehe er zur Deutschen Welle wechselte. Von 2009 bis 2012 moderierte er das „DW-TV Journal“ aus Berlin. Nach seinem Engagement beim Auslandsfernsehen kehrte er zum WDR Fernsehen zurück. Seit 2009 moderiert er die Lokalzeit Münsterland im WDR Fernsehen. Schulte war auch als Moderator für die WDR-Lokalzeiten aus Dortmund und Duisburg sowie die landesweite Nachrichtensendung WDR aktuell tätig.